# Уиллис, Брюс
Уо́лтер Брюс Уи́ллис (англ. Walter Bruce Willis, род. 19 марта 1955[…], Идар-Оберштайн, Рейнланд-Пфальц, ФРГ) — американский актёр, продюсер и музыкант. Один из самых высокооплачиваемых актёров Голливуда. Наибольшую известность получил благодаря роли полицейского Джона Макклейна в серии фильмов «Крепкий орешек», а также таким картинам, как «Смерть ей к лицу» (1992), «Криминальное чтиво» (1994), «12 обезьян» (1995), «Пятый элемент» (1997), «Армагеддон» (1998), «Шестое чувство» (1999). Уиллис чаще всего выступал в роли героя боевика, однако иногда выходил за рамки этого амплуа.

## Биография

### Ранние годы
Уолтер Брюс Уиллис родился 19 марта 1955 года в Идар-Оберштайне в Западной Германии. Его отец Дэвид Уиллис — был американским военным, а мать, Марлен, немкой из Касселя. Брюс Уиллис — старший из четверых детей в семье. После увольнения из армии в 1957 году отец перевёз семью в Карнис-Пойнт, штат Нью-Джерси. Уиллис в детстве заикался. Начал играть в школьном драматическом кружке, заметив, что игра на сцене уменьшает заикание. После окончания средней школы в 1973 году работал охранником на АЭС в Сейлеме. Поступил на драматическое отделение в Монтклерский государственный университет. В конце 1970-х годов переехал в Нью-Йорк. Жил на Манхэттене в Адской кухне, работал барменом.

### Актёрская карьера

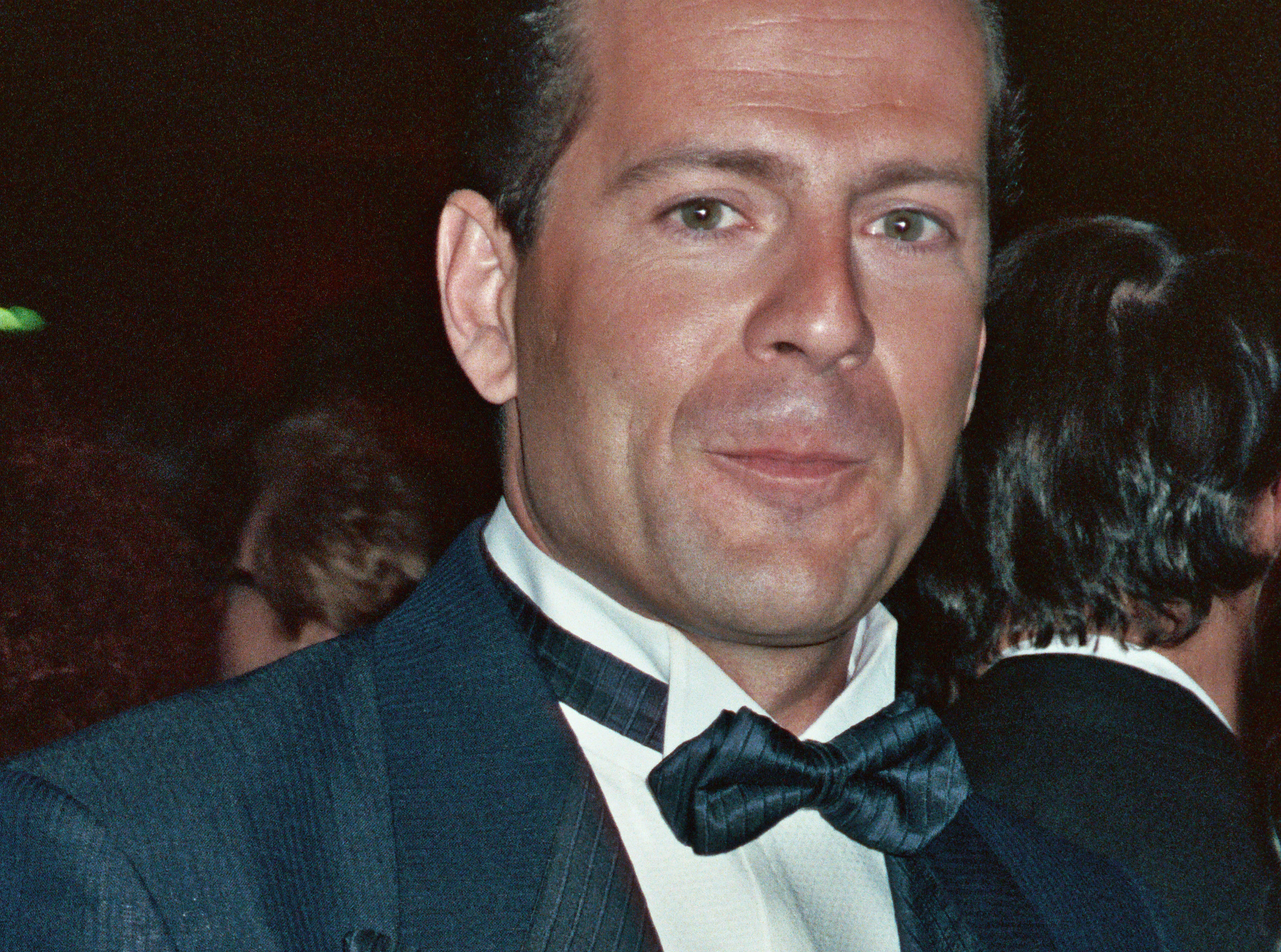
Брюс Уиллис на 61-й церемонии награждения премии «Оскар» в 1989 году

Уиллис несколько лет играл в малоизвестных театрах и исполнял эпизодические роли в телевизионных постановках, прежде чем на него обратили внимание и пригласили играть частного сыщика в телесериале «Детективное агентство „Лунный свет“» (1985—1989). За Уиллисом закрепилась репутация комика, однако в 1988 году он неожиданно сыграл полицейского Джона Макклейна в боевике «Крепкий орешек», который и принёс ему мировую известность. Впоследствии Уиллис исполнил роль того же героя в четырёх продолжениях «Крепкого орешка».
После «Крепкого орешка» за Уиллисом закрепилось амплуа простого героя из народа, похожего на Макклейна, — обычно полицейского или частного сыщика — в боевиках и детективах, таких как «Последний бойскаут», «Гудзонский ястреб», «Герой-одиночка», «Меркурий в опасности», «Осада», «Город грехов». В 1994 году Брюс Уиллис сыграл заметную, хотя и не главную роль боксёра, бросившего вызов мафии, в фильме Квентина Тарантино «Криминальное чтиво», за которую получил ряд номинаций на премии. В конце 1990-х годов Уиллис прославился ролями спасителей мира в фантастических блокбастерах «Пятый элемент» и «Армагеддон». Редкими исключениями из его геройского амплуа были роль врача-недотёпы в чёрной комедии «Смерть ей к лицу» и террориста в триллере «Шакал». Он также сыграл второстепенную роль полицейского в трагикомедии Уэса Андерсона «Королевство полной луны», эта роль принесла Уиллису целый ряд номинаций на кинопремии.
Уиллис постоянно снимался в фильмах своего друга М. Найта Шьямалана, начиная с мистической драмы «Шестое чувство» (эта роль принесла ему 100 миллионов долларов и премию People’s Choice). Он трижды сыграл у Шьямалана роль «народного мстителя» Дэвида Данна в фильмах «Неуязвимый», «Сплит» (камео) и «Стекло». Шьямалан считает, что обязан своим успехом именно поддержке Брюса Уиллиса.
Вместе с Арнольдом Рифкиным основал кинокомпанию Cheyenne Enterprises, которая выпустила около трёх десятков фильмов.

### Болезнь, кризис и завершение карьеры
Во второй половине 2010-х годов карьера Брюса Уиллиса пошла на спад, он начал часто играть в малобюджетных и низкокачественных фильмах (нередко выходящих сразу на видео, без премьеры), чаще всего небольшие роли, позволяющие использовать его имя в рекламной кампании. Такие фильмы как «Дожить до утра», «Брешь», «За гранью жизни» и в особенности «Звёздный рубеж» получили разгромную критику. На антипремии «Золотая малина» в 2022 году даже была введена отдельная номинация «Худшая игра Брюса Уиллиса в фильме 2021 года», в которую были включены все 8 фильмов, в которых Брюс Уиллис снялся в 2021 году. Победителем был назван фильм «Звёздный рубеж». После того, как раскрылась информация о болезни актёра, организаторы анти-премии отозвали награду Брюсу Уиллису.
В 2022 году семья Брюса Уиллиса подтвердила бытовавшую ранее теорию, что причиной его карьерного кризиса стали возрастные заболевания мозга, мешающие ему исполнять более сложные роли. У Уиллиса развилась выраженная афазия — нарушение речи, в связи с чем он завершил актёрскую карьеру.
В 2023 году у актёра была диагностирована лобно-височная деменция, одним из симптомов которой является афазия. Об этом сообщила семья актёра на странице сайта, занимающегося изучением заболевания.
В августе 2023 года Квентин Тарантино обратился к семье Брюса Уиллиса, предложив ему эпизодическую роль в своём фильме «Кинокритик», который должен был стать последним в карьере режиссёра. В 2024 году стало известно об отмене проекта. В июле 2025 году стало известно о развитии болезни. Брюс Уиллис потерял возможность ходить и говорить.

### Вне кино
Уиллис занимался музыкой, он был участником группы The Accelerators, играющей блюзовые стандарты, но также работал и сольно — в 1980-х выпустил два альбома, исполненных в стилях поп-рок, софт-рок и блюз. В 2010 году снялся в клипе группы Gorillaz «Stylo».
Уиллис часто участвовал в рекламе. 23 апреля 2009 года компания Belvedere S.A. подписала длительный рекламный контракт с Уиллисом, который стал новым лицом водки Sobieski. В фильме «РЭД» герою Уиллиса дезинфицируют рану именно этой водкой. С 2010 года — лицо рекламной кампании банка «Траст», проходящей под различными лозунгами, выполненными как фразы самого Уиллиса. В 2022 году Брюс Уиллис «снялся» в рекламе мобильной сети «Мегафон». Его персонажа сыграл другой актёр, а его лицо было заменено с использованием технологии deepfake.
В октябре 2015 года стартовала театральная постановка романа Стивена Кинга «Мизери» (1987) с Лори Меткалф и Брюсом Уиллисом. Для Уиллиса, не считая ролей в малобюджетных театрах в юности, это был дебют на театральной сцене. Свою роль он описал как «85-минутное пребывание в постели и всего несколько мгновений пребывания вне её». Инсценировка продлилась 16 недель.

## Личная жизнь
Меня всегда ставил в тупик вопрос о том, каково это — быть мультимиллионером <...> Я не кричу на каждом углу о том, что я знаменитость и что мы, мол, с женой так богаты. Я подгузники сам меняю. Я говно подтираю за собаками!
С ноября 1987 года по октябрь 2000 года Уиллис был женат на актрисе Деми Мур. Пара познакомилась на премьере фильма «Слежка». У них родились три дочери: Румер Гленн Уиллис (англ. Rumer Glenn Willis, р. 1988), Скаут Ларю Уиллис (англ. Scout LaRue Willis, р. 1991) и Таллула Белль Уиллис (англ. Tallulah Belle Willis, р. 1994). В июне 1998 года Мур и Уиллис заявили о расставании, развод был оформлен спустя два года. После неожиданного развода Уиллиса и Мур ходили слухи о повторной свадьбе, однако Мур неожиданно вышла замуж за 27-летнего Эштона Кутчера. Тем не менее бывшие супруги сохраняют дружеские отношения и деловые связи; Уиллис даже посетил свадьбу Мур и Кутчера.
В 2004 году около года встречался с моделью Брук Бёрнс.
21 марта 2009 года женился на фотомодели Эмме Хеминг, которая моложе Уиллиса на 23 года. На свадьбе присутствовали и Деми Мур с Эштоном Кутчером. У Эммы и Брюса две дочери: Мейбел Рей (р. 01.04.2012) и Эвелин Пенн (р. 05.05.2014). Семья живёт в Нью-Йорке, в квартире рядом с Центральным парком.
Брюс Уиллис — левша. Рост 183 см.

## Фильмография

### Актёр
| Год       |     | Русское название                                    | Оригинальное название                    | Роль                                            |
| --------- | --- | --------------------------------------------------- | ---------------------------------------- | ----------------------------------------------- |
| 1980      | ф   | Первый смертный грех                                | The First Deadly Sin                     | человек, заходящий в закусочную                 |
| 1980      | тф  | Принц города                                        | Ein Guru kommt                           | неизвестно                                      |
| 1981      | ф   | Принц города                                        | Prince of the City                       | наблюдатель в суде                              |
| 1982      | ф   | Вердикт                                             | The Verdict                              | наблюдатель в суде                              |
| 1984      | с   | Полиция Майами                                      | Miami Vice                               | Тони Амато                                      |
| 1985—1989 | с   | Детективное агентство «Лунный свет»                 | Moonlighting                             | Дэвид Эддисон Мл.                               |
| 1985      | с   | Сумеречная зона                                     | The Twilight Zone                        | Питер Джей Новинс                               |
| 1987      | ф   | Свидание вслепую                                    | Blind Date                               | Уолтер Дэвис                                    |
| 1987      | тф  | Возвращение Бруно                                   | The Return of Bruno                      | Бруно                                           |
| 1988      | ф   | Крепкий орешек                                      | Die Hard                                 | Джон Макклейн                                   |
| 1988      | ф   | Закат                                               | Sunset                                   | Том Микс                                        |
| 1989      | с   | Розанна                                             | Roseanne                                 | камео                                           |
| 1989      | ф   | Страна                                              | In Country                               | Эмметт Смит                                     |
| 1989      | ф   | Уж кто бы говорил                                   | Look Who’s Talking                       | Майки                                           |
| 1989      | ф   | Это адекватно                                       | That’s Adequate                          | камео                                           |
| 1990      | ф   | Костёр тщеславия                                    | The Bonfire of the Vanities              | Питер Фаллоу                                    |
| 1990      | ф   | Крепкий орешек 2                                    | Die Hard 2                               | Джон Макклейн                                   |
| 1990      | ф   | Уж кто бы говорил 2                                 | Look Who’s Talking Too                   | Майки                                           |
| 1991      | ф   | Билли Батгейт                                       | Billy Bathgate                           | Бу Вайнберг                                     |
| 1991      | ф   | Гудзонский ястреб                                   | Hudson Hawk                              | Эдди Хоукинс                                    |
| 1991      | ф   | Последний бойскаут                                  | The Last Boy Scout                       | Джо Хелленбек                                   |
| 1991      | ф   | Смертельные мысли                                   | Mortal Thoughts                          | Джеймс Урбански                                 |
| 1992      | ф   | Смерть ей к лицу                                    | Death Becomes Her                        | Эрнест Минвайл                                  |
| 1992      | ф   | Игрок                                               | The Player                               | камео                                           |
| 1993      | ф   | На расстоянии удара                                 | Striking Distance                        | Том Харди                                       |
| 1993      | ф   | Заряженное оружие                                   | National Lampoon’s Loaded Weapon         | Джон Макклейн                                   |
| 1994      | ф   | Цвет ночи                                           | Color of Night                           | Билл Капа                                       |
| 1994      | ф   | Без дураков                                         | Nobody’s Fool                            | Карл Робук                                      |
| 1994      | ф   | Норт                                                | North                                    | Пасхальный Заяц                                 |
| 1994      | ф   | Криминальное чтиво                                  | Pulp Fiction                             | Буч Кулидж                                      |
| 1995      | ф   | Крепкий орешек 3: Возмездие                         | Die Hard: With a Vengeance               | Джон Макклейн                                   |
| 1995      | ф   | Четыре комнаты                                      | Four Rooms                               | Лео                                             |
| 1995      | ф   | 12 обезьян                                          | Twelve Monkeys                           | Джеймс Коул                                     |
| 1996      | мф  | Бивис и Баттхед уделывают Америку                   | Beavis and Butt-head Do America          | Мадди Граймс                                    |
| 1996      | ф   | Герой-одиночка                                      | Last Man Standing                        | Джон Смит                                       |
| 1996—1997 | мс  | Малыш Бруно                                         | Bruno The Kid                            | малыш Бруно                                     |
| 1997      | ф   | Пятый элемент                                       | The Fifth Element                        | Корбен Даллас                                   |
| 1997      | ф   | Шакал                                               | The Jackal                               | «Шакал»                                         |
| 1997      | с   | Без ума от тебя                                     | Mad About You                            | пациент, страдающий амнезией                    |
| 1998      | ф   | Армагеддон                                          | Armageddon                               | Гарри Стэмпер                                   |
| 1998      | ф   | Меркурий в опасности                                | Mercury Rising                           | Арт Джеффрис                                    |
| 1998      | ф   | Осада                                               | The Siege                                | Уильям Деверо                                   |
| 1998      | кор | Фрэнки едет в Голливуд                              | Franky Goes to Hollywood                 | камео                                           |
| 1999      | ф   | История о нас                                       | The Story of Us                          | Бен Джордан                                     |
| 1999      | ф   | Завтрак для чемпионов                               | Breakfast of Champions                   | Двейн Гувер                                     |
| 1999      | с   | Элли Макбил                                         | Ally McBeal                              | Найкл                                           |
| 1999      | ф   | Шестое чувство                                      | The Sixth Sense                          | Малькольм Кроув                                 |
| 2000      | ф   | Девять ярдов                                        | The Whole Nine Yards                     | Джимми Тодески                                  |
| 2000      | ф   | Неуязвимый                                          | Unbreakable                              | Дэвид Данн                                      |
| 2000      | ф   | Малыш                                               | The Kid                                  | Расс Дариц                                      |
| 2000      | с   | Друзья                                              | Friends                                  | Пол Стивенс                                     |
| 2001      | ф   | Бандиты                                             | Bandits                                  | Джо Блейк                                       |
| 2002      | ф   | Война Харта                                         | Hart’s War                               | Вильям Макнамара                                |
| 2002      | тф  | Истинный Запад                                      | True West                                | Ли                                              |
| 2002      | ф   | Великий чемпион                                     | Grand Champion                           | мистер Блэндфорд                                |
| 2003      | ф   | Слёзы солнца                                        | Tears of the Sun                         | лейтенант А. К. Уотерс                          |
| 2003      | ф   | Ангелы Чарли: Только вперёд                         | Charlie’s Angels: Full Throttle          | Уильям Роуз Бейли                               |
| 2003      | ф   | Десять ярдов                                        | The Whole Ten Yards                      | Джимми Тодески                                  |
| 2003      | мф  | Карапузы встречаются с Торнберри                    | Rugrats Go Wild                          | Спайк                                           |
| 2004      | ф   | Двенадцать друзей Оушена                            | Ocean’s Twelve                           | камео                                           |
| 2005      | ф   | Заложник                                            | Hostage                                  | Джефф Тейли                                     |
| 2005      | ф   | Город грехов                                        | Sin City                                 | Джон Хартиган                                   |
| 2005      | ф   | Счастливое число Слевина                            | Lucky Number Slevin                      | мистер Добрый Кот                               |
| 2005      | ф   | Альфа Дог                                           | Alpha Dog                                | Сонни Трулав                                    |
| 2005      | с   | Шоу 70-х                                            | That '70s Show                           | Вик                                             |
| 2006      | мф  | Лесная братва                                       | Over the Hedge                           | Эр-джей                                         |
| 2006      | ф   | 16 кварталов                                        | 16 Blocks                                | Джек Мосли                                      |
| 2006      | ф   | Нация фастфуда                                      | Fast Food Nation                         | Гарри Райделл                                   |
| 2006      | мф  | Хэмми: История с бумерангом                         | Hammy's Boomerang Adventure              | Эр-Джей                                         |
| 2007      | ф   | Астронавт Фармер                                    | The Astronaut Farmer                     | полковник Дуг Мастерсон                         |
| 2007      | ф   | Крепкий орешек 4.0                                  | Live Free or Die Hard                    | Джон Макклейн                                   |
| 2007      | ф   | Идеальный незнакомец                                | Perfect Stranger                         | Харрисон Хилл                                   |
| 2007      | ф   | Нэнси Дрю                                           | Nancy Drew                               | камео                                           |
| 2007      | ф   | Планета страха                                      | Planet Terror                            | Малдун                                          |
| 2008      | ф   | Однажды в Голливуде                                 | What Just Happened                       | камео                                           |
| 2008      | в   | Убийство школьного президента                       | Assassination of a High School President | К. Киркпатрик                                   |
| 2009      | ф   | Суррогаты                                           | The Surrogates                           | Том Грир                                        |
| 2010      | ф   | РЭД                                                 | Red                                      | Фрэнк Мозес                                     |
| 2010      | ф   | Неудержимые                                         | The Expendables                          | Чёрч                                            |
| 2010      | ф   | Двойной КОПец                                       | Cop Out                                  | Джимми Монро                                    |
| 2011      | ф   | Средь бела дня                                      | The Cold Light of Day                    | Мартин                                          |
| 2011      | в   | Подстава                                            | Setup                                    | Биггс                                           |
| 2011      | кор | Чёрная мамба                                        | The Black Mamba                          | мистер Суав                                     |
| 2011      | в   | Уловка .44                                          | Catch .44                                | Мел                                             |
| 2012      | ф   | Фортуна Вегаса                                      | Lay the Favorite                         | Динк Хаймовиц                                   |
| 2012      | ф   | Петля времени                                       | Looper                                   | старый Джо                                      |
| 2012      | ф   | Королевство полной луны                             | Moonrise Kingdom                         | капитан Шарп                                    |
| 2012      | ф   | Неудержимые 2                                       | The Expendables 2                        | Чёрч                                            |
| 2012      | в   | Клин клином                                         | Fire with Fire                           | Майк Челла                                      |
| 2013      | ф   | G.I. Joe: Бросок кобры 2                            | G.I. Joe: Retaliation                    | Джозеф Колтон                                   |
| 2013      | ф   | Крепкий орешек: Хороший день, чтобы умереть         | A Good Day to Die Hard                   | Джон Макклейн                                   |
| 2013      | ф   | РЭД 2                                               | Red 2                                    | Фрэнк Мозес                                     |
| 2014      | ф   | Город грехов 2: Женщина, ради которой стоит убивать | Sin City: A Dame to Kill For             | Джон Хартиган                                   |
| 2014      | в   | Принц                                               | The Prince                               | Омар                                            |
| 2015      | в   | Добро пожаловать в рай                              | Vice                                     | Джулиан                                         |
| 2015      | ф   | Рок на Востоке                                      | Rock the Kasbah                          | «Бомбей» Брайан                                 |
| 2015      | в   | Спасение                                            | Extraction                               | Леонард Тёрнер                                  |
| 2016      | в   | Налётчики                                           | Marauders                                | Джеффри Хьюберт                                 |
| 2016      | в   | Ценный груз                                         | Precious Cargo                           | Эдди Пилоса                                     |
| 2017      | в   | Его собачье дело                                    | Once Upon a Time in Venice               | Стив                                            |
| 2017      | ф   | Сплит                                               | Split                                    | Дэвид Данн (камео)                              |
| 2017      | ф   | Жажда смерти                                        | Death Wish                               | Пол Керси                                       |
| 2017      | в   | Первое убийство                                     | First Kill                               | Марвин Хауэлл                                   |
| 2018      | в   | Бомбардировка                                       | Air Strike                               | Джек                                            |
| 2018      | в   | Расправа                                            | Reprisal                                 | Джеймс                                          |
| 2018      | в   | Акты насилия                                        | Acts of Violence                         | детектив Джеймс Авери                           |
| 2019      | ф   | Сиротский Бруклин                                   | Motherless Brooklyn                      | Фрэнк Минна                                     |
| 2019      | мф  | Лего. Фильм 2                                       | The Lego Movie 2: The Second Part        | Брюс Уиллис                                     |
| 2019      | ф   | Стекло                                              | Glass                                    | Дэвид Данн                                      |
| 2019      | в   | Ночь в осаде                                        | Trauma Center                            | лейтенант полиции Стив Уэйкс                    |
| 2019      | с   | Орвилл                                              | The Orville                              | Груген                                          |
| 2019      | в   | 10 минут спустя                                     | 10 Minutes Gone                          | Рекс                                            |
| 2020      | в   | Дожить до утра                                      | Survive the Night                        | Фрэнк                                           |
| 2020      | в   | Приказано: уничтожить                               | Hard Kill                                | Чалмерс                                         |
| 2020      | в   | Звёздный рубеж                                      | Cosmic Sin                               | Джеймс Форд                                     |
| 2020      | в   | Брешь                                               | Breach                                   | Клэй Янг                                        |
| 2021      | в   | Тупик                                               | Deadlock                                 | Рон Уитлок                                      |
| 2021      | ф   | Полночь на злаковом поле                            | Midnight in the Switchgrass              | Карл Хелтер                                     |
| 2021      | в   | За гранью жизни                                     | Out of Death                             | Джек Харрис                                     |
| 2021      | в   | Выжить в игре                                       | Survive the Game                         | детектив Дэвид Уотсон                           |
| 2021      | в   | Преступный квест                                    | Apex                                     | Томас Мэлоун                                    |
| 2021      | в   | Осада                                               | American Siege                           | Бен Уоттс                                       |
| 2021      | в   | Крепость                                            | Fortress                                 | Роберт Майклс                                   |
| 2022      | в   | Вендетта. Банды Атланты                             | Vendetta                                 | Донни Феттер                                    |
| 2022      | в   | Заговор в Голливуде                                 | Gasoline Alley                           | детектив Билл Фримен                            |
| 2022      | в   | Отряд «Призрак»                                     | A Day to Die                             | Олстон                                          |
| 2022      | в   | Крепость 2: Глаз снайпера                           | Fortress: Sniper’s Eye                   | Роберт Майклс                                   |
| 2022      | в   | Райский город                                       | Paradise City                            | Иан Суон                                        |
| 2022      | в   | Белый слон                                          | White Elephant                           | Арнольд Соломон                                 |
| 2022      | в   | Тюрьма суперзлодеев                                 | Corrective Measures                      | Лоуб                                            |
| 2022      | в   | Опасный свидетель                                   | Wrong Place                              | Фрэнк Ричардс                                   |
| 2022      | в   | Под наблюдением                                     | Wire Room                                | Шейн Мюллер                                     |
| 2022      | в   | Детектив Найт: Мерзавец                             | Detective Knight: Rogue                  | Джеймс Найт                                     |
| 2022      | в   | Детектив Найт: Искупление                           | Detective Knight: Redemption             | Джеймс Найт                                     |
| 2023      | в   | Детектив Найт: Независимость                        | Detective Knight: Independence           | Джеймс Найт                                     |
| 2023      | в   | Миссия ассасина                                     | Assassin                                 | Валмора                                         |
| 2023      | ф   | Слай Сталлоне                                       | Sly                                      | В роли самого себя, хроника, в титрах не указан |

### Продюсер
«Крепкий орешек» — один из моих самых любимых фильмов, хотя я чересчур много там сквернословлю. Но это потому, что в тот момент я только-только пришёл в кино с телевидения, где ругаться было запрещено, и наконец почувствовал себя свободным.
- 1987 — Возвращение Бруно (телефильм)
- 1996 — Малыш Бруно (телефильм)
- 2002 — Охотник на крокодилов: Схватка
- 2002 — Истинный запад (телефильм)
- 2004 — Прикосновение зла (телесериал)
- 2005 — Заложник
- 2006 — Хип-хоп проект (документальный фильм)
- 2013 — Крепкий орешек: Хороший день, чтобы умереть

### Сценарист
- 1987 — Возвращение Бруно (телефильм)
- 1991 — Гудзонский ястреб

## Дискография

### Студийные альбомы
- 1987 — The Return of Bruno[англ.][56]
- 1989 — If It Don't Kill You, It Just Makes You Stronger[англ.][57]

### Сборники
- 1999 — Classic Bruce Willis: The Universal Masters Collection[58]

## Награды

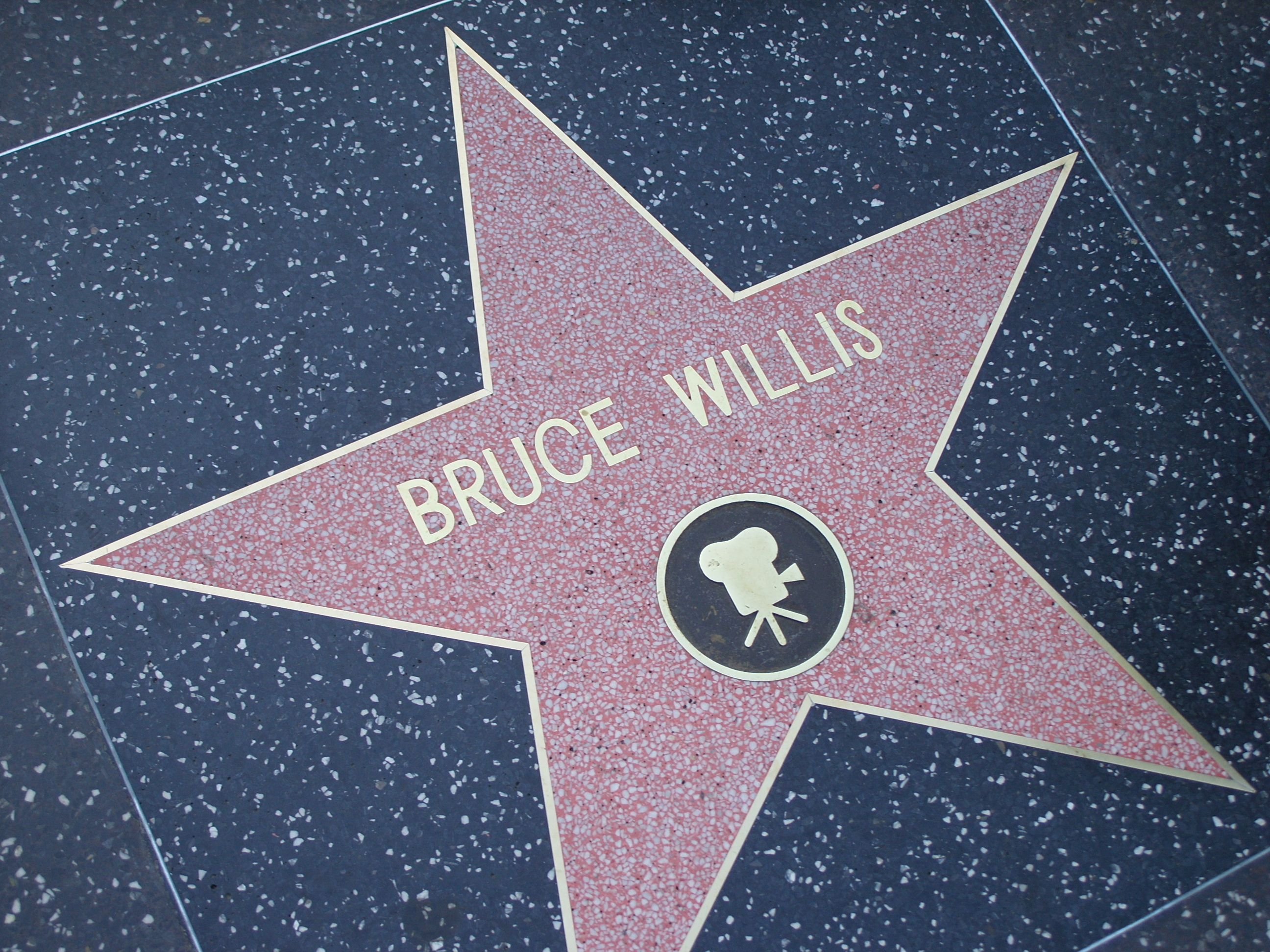
Звезда Брюса Уиллиса

- 1987 — телевизионная премия «Эмми» (Emmy) за выдающуюся роль первого плана в сериале «Детективное агентство „Лунный свет“».
- 1987 — «Золотой глобус» — «Лучший актёр ТВ-сериала (комедия/мюзикл)» «Детективное агентство „Лунный свет“».
- 1992 — антипремия «Золотая малина» за худший сценарий в фильме «Гудзонский ястреб» (вместе со Стивеном Э. де Соузой, Дэниэлом Уотерсом и Робертом Крафтом)
- 1998 — антипремия «Золотая малина» за худшую актёрскую работу в фильмах «Армагеддон», «Меркурий в опасности» и «Осада»[59].
- 2000 — телевизионная премия «Эмми» (Emmy) за выдающуюся роль второго плана в сериале «Друзья».
- 2006 — на знаменитой голливудской «Аллее славы» заложена плита с его именем.
- 2006 — офицер французского ордена Искусств и литературы[60].
- 2013 — командор французского ордена Искусств и литературы[61].